# Haparanda
Haparanda (in finlandese Haaparanta) è una cittadina (tätort) della Svezia settentrionale, situata nella contea di Norrbotten; è il capoluogo amministrativo della municipalità omonima.
Insieme al centro abitato finlandese di Tornio costituisce un singolo centro urbano transfrontaliero. I due comuni inoltre amministrano le due sezioni in cui è divisa l'isola di Kataja: Haparanda quella occidentale e Tornio quella orientale.